# Aleksander Orłowski
Aleksander Orłowski, född 9 mars 1777, död 13 mars 1832, var en polsk målare.
Orłowski var en framstående skildrare av polskt och rysk levnadssätt. Hans soldatscener rönte i Sankt Petersburg, där han fick anställning under senare delen av sin levnad mycken efterfrågan. Orłowski var även en framstående djur-, landskaps- och marinmålare på övergången till romantiken. Som tecknare och litograf anses han ha haft minst lika stor begåvning som inom måleriet. Av stort intresse är hans karikatyrer ur sällskapslivet.